# Louis C. Rabaut

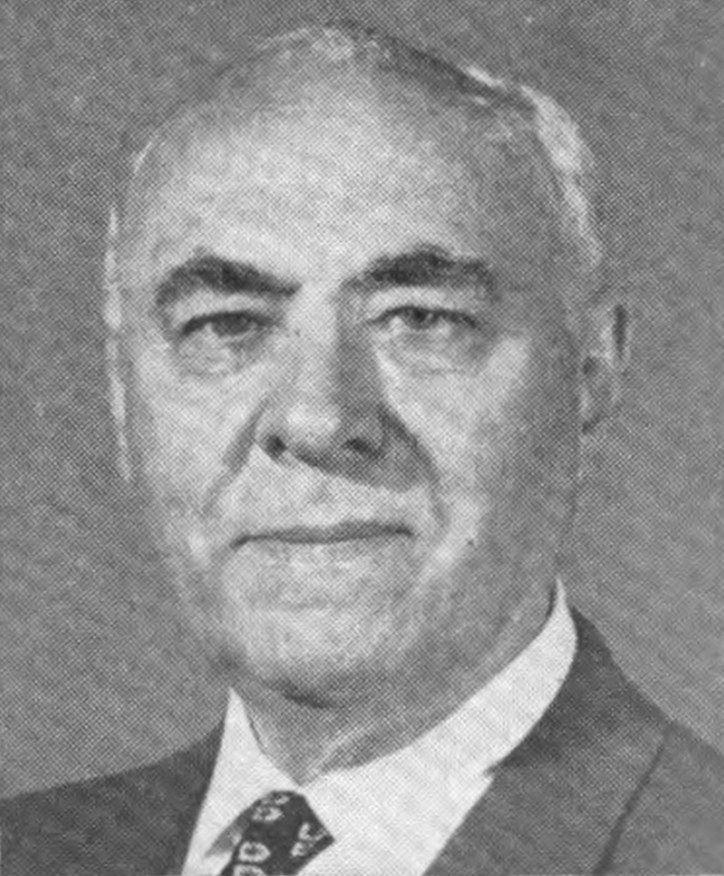
Louis C. Rabaut

Louis Charles Rabaut (* 5. Dezember 1886 in Detroit, Michigan; † 12. November 1961 in Hamtramck, Michigan) war ein US-amerikanischer Politiker. Zwischen 1935 und 1961 vertrat er zwei Mal den Bundesstaat Michigan im US-Repräsentantenhaus.

## Leben
Louis Rabaut besuchte die öffentlichen Schulen seiner Heimat und danach bis 1909 das Detroit College. Nach einem anschließenden Jurastudium am Detroit College of Law und seiner im Jahr 1912 erfolgten Zulassung als Rechtsanwalt begann er in Detroit in seinem neuen Beruf zu arbeiten. Außerdem stieg er in das Bauhandwerk ein. Politisch war Rabaut Mitglied der Demokratischen Partei. In den Jahren 1936 und 1940 war er Delegierter zu den Democratic National Conventions, auf denen Präsident jeweils Franklin D. Roosevelt zur Wiederwahl nominiert wurde.
Bei den Kongresswahlen des Jahres 1934 wurde er im 14. Wahlbezirk von Michigan in das US-Repräsentantenhaus in Washington, D.C. gewählt, wo er am 3. Januar 1935 die Nachfolge von Carl M. Weideman antrat, den er in den Vorwahlen geschlagen hatte. Nach fünf Wiederwahlen konnte er bis zum 3. Januar 1947 sieben Legislaturperioden im Kongress absolvieren. Dort wurden bis 1941 noch weitere New-Deal-Gesetze der Bundesregierung verabschiedet. Seit Dezember 1941 war auch die Arbeit des Kongresses von den Ereignissen des Zweiten Weltkrieges geprägt. Im Jahr 1939 war Rabaut amerikanischer Delegierter auf der Konferenz der Interparlamentarischen Union in der norwegischen Hauptstadt Oslo.
1946 unterlag Louis Rabaut dem Republikaner Harold F. Youngblood. Jedoch schaffte er bei den Kongresswahlen des Jahres 1948 den Wiedereinzug in das US-Repräsentantenhaus. Nach sechs Wiederwahlen konnte er bis zu seinem Tod am 12. November 1961 im Kongress verbleiben. In diese Zeit fielen der Beginn des Kalten Krieges, der Koreakrieg und die Bürgerrechtsbewegung. Außerdem wurden der 22. und der 23. Verfassungszusatz verabschiedet. Nach Rabauts Tod fiel sein Mandat in einer Nachwahl an Harold M. Ryan.
Louis C. Rabauts Urenkel Tom Barrett (* 1981) wurde 2024 ebenfalls ins Repräsentantenhaus gewählt, allerdings als Mitglied der Republikanischen Partei.